# Coolangatta
Coolangatta ist ein Küstenort, der zu Gold Coast im australischen Bundesstaat Queensland gehört. Im Jahr 2021 lebten hier 6491 Einwohner.

## Geografie
Coolangatta ist der südlichste Ortsteil der Stadt Gold Coast. Er liegt direkt an der Grenze zum Bundesstaat New South Wales. Auf der anderen Seite der Grenze befindet sich die Nachbarstadt Tweed Heads, die mit Coolangatta zusammengewachsen ist. Brisbane, die Hauptstadt Queenslands ist 100 Kilometer weiter nördlich gelegen. Die Metropole Sydney befindet sich 900 Kilometer südlich.
Wenige Meter südlich der Stadtgrenze Coolangattas mündet der Tweed River in den Pazifischen Ozean. In Queensland benutzt der Volksmund den Ausdruck "südlich des Tweed Rivers" um Orte und Leute der südlichen Staaten Australiens zu bezeichnen.
Coolangatta hat ein humides, subtropisches Klima mit warmen, nassen Sommern und kühlen, feuchten Wintern.

## Geschichte
James Cook segelte mit der Endeavour 1770 bei seiner ersten Südseereise an Coolangatta vorbei und nannte es Point Danger, aufgrund der Gefahr die von den Ureinwohnern dieser Gegend ausging. Erstmals sesshaft wurden Europäer Anfang Mitte des 19. Jahrhunderts. Ab 1830 wurden vom Tweed River aus Zedern verschifft.
Ab den 1880er-Jahren entwickelte sich Coolangatta zu einer Touristen-Destination. Zu dieser Zeit entdeckten Urlauber aus Brisbane die schönen Strände.
Der Erfolg des Tourismus wurde 1903 durch die Anbindung an das Eisenbahnnetz von Queensland gesichert. Darauf folgten steigende Urlauberzahlen, die Errichtung eines Geschäftszentrums und die Eröffnung des ersten Rettungsschwimmervereins des gesamten Bundesstaates im Jahr 1911.
In den 1930er-Jahren wurde der Coolangatta Airport errichtet, der heute offiziell Gold Coast Airport heißt.

## Name

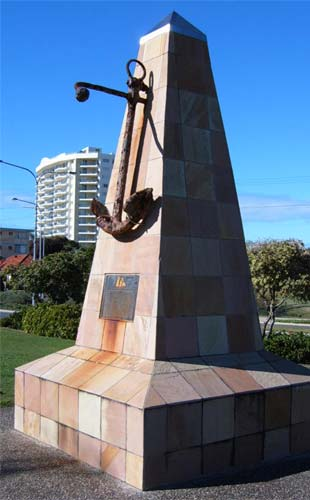
Anker der Coolangatta

1846 landete das Wrack des Schiffes Coolangatta an der Küste von Point Danger. Der Ort wurde 1883 nach dem Schiff benannt, heute gibt es an der Küste ein Denkmal mit dem Anker des Schiffes. Dieses wiederum ist benannt nach Mount Coolangatta, der sich mehr als 1000 Kilometer südlich, in der Nähe der Stadt Nowra befindet. Coolangatta bedeutet, übersetzt aus einer Aborigine-Sprache, wunderschöner Platz.

## Coolangatta Beach
Der breite und lange Sandstrand des Ortes bietet Platz für die verschiedensten Freizeitaktivitäten wie Schwimmen, Surfen, Bodyboarden, Kitesurfen oder Spazierengehen. Eine besondere Attraktion sind die regelmäßig stattfindenden Beachvolleyballturniere. Neben der australischen Serie und häufig stattfindenden Landesmeisterschaften richtet hier Volleyball Australia in Zusammenarbeit mit der FIVB seit 2022 jährlich ein Futures der World Beach Pro Tour aus.
Die Medaillengewinner:
|      |                                   | Frauen                            |                                    |  |                                  | Männer                           |                                    |
| Jahr | Gold                              | Silver                            | Bronze                             |  | Gold                             | Silver                           | Bronze                             |
| ---- | --------------------------------- | --------------------------------- | ---------------------------------- |  | -------------------------------- | -------------------------------- | ---------------------------------- |
| 2022 | Taryn Kloth / Kristen Nuss        | Phoebe Bell / Nicole Laird        | Zana Muno / Toni Rodriguez         |  | Izac Carracher / Mark Nicolaidis | Jake MacNeil / Alexander Russell | Maximilian Guehrer / Thomas Hodges |
| 2023 | Stefanie Fejes / Jana Milutinovic | Jasmine Fleming / Georgia Johnson | Majabelle Lawac / Sherysyn Toko    |  | Ha Likejiang / Wu Jiaxin         | Poravid Taovato / Pithak Tipjan  | Jordan Hoppe / Charlie Siragusa    |
| 2024 | Stefanie Fejes / Jana Milutinovic | Alaina Chacon / Mariah Whalen     | Suzuka Hashimoto / Reika Murakami  |  | Jake MacNeil / Alexander Russell | Paul Burnett / Jack Pearse       | John McManaway / Thomas Reid       |
| 2025 | Alaina Chacon / Morgan Chacon     | Daisy Mumby / Kirsty Star         | Elizabeth Alchin / Georgia Johnson |  | John McManaway / Ben O’Dea       | Momme Lorenz / Tilo Rietschel    | Finley Bennett / Jed Walker        |